# Mbo Mpenza
Mbo Jérôme Mpenza (født 4. december 1976 i Kinshasa, Zaire) er en congolesisk født tidligere belgisk fodboldspiller (angriber). Han er storebror til en anden belgisk fodboldspiller, Émile Mpenza.
Mpenza spillede langt størstedelen af sin karriere i hjemlandet, hvor han blandt andet var tilknyttet Mouscron, Standard Liège og RSC Anderlecht. Han var med til at vinde det belgiske mesterskab med Anderlecht i både 2006 og 2007. Hans udlandsophold var ikke succesfulde, men han var dog alligevel i sin tid hos Sporting Lissabon med til at vinde det portugisiske mesterskab i år 2000.
Mpenza spillede desuden 56 kampe og scorede tre mål for det belgiske landshold. Han var en del af den belgiske trup til både VM i 1998 og VM i 2002. Ved 1998-slutrunden var han på banen i én kamp, mens han spillede tre af belgiernes fire kampe i 2002. Han deltog også ved EM i 2000 på hjemmebane.